# Monorail

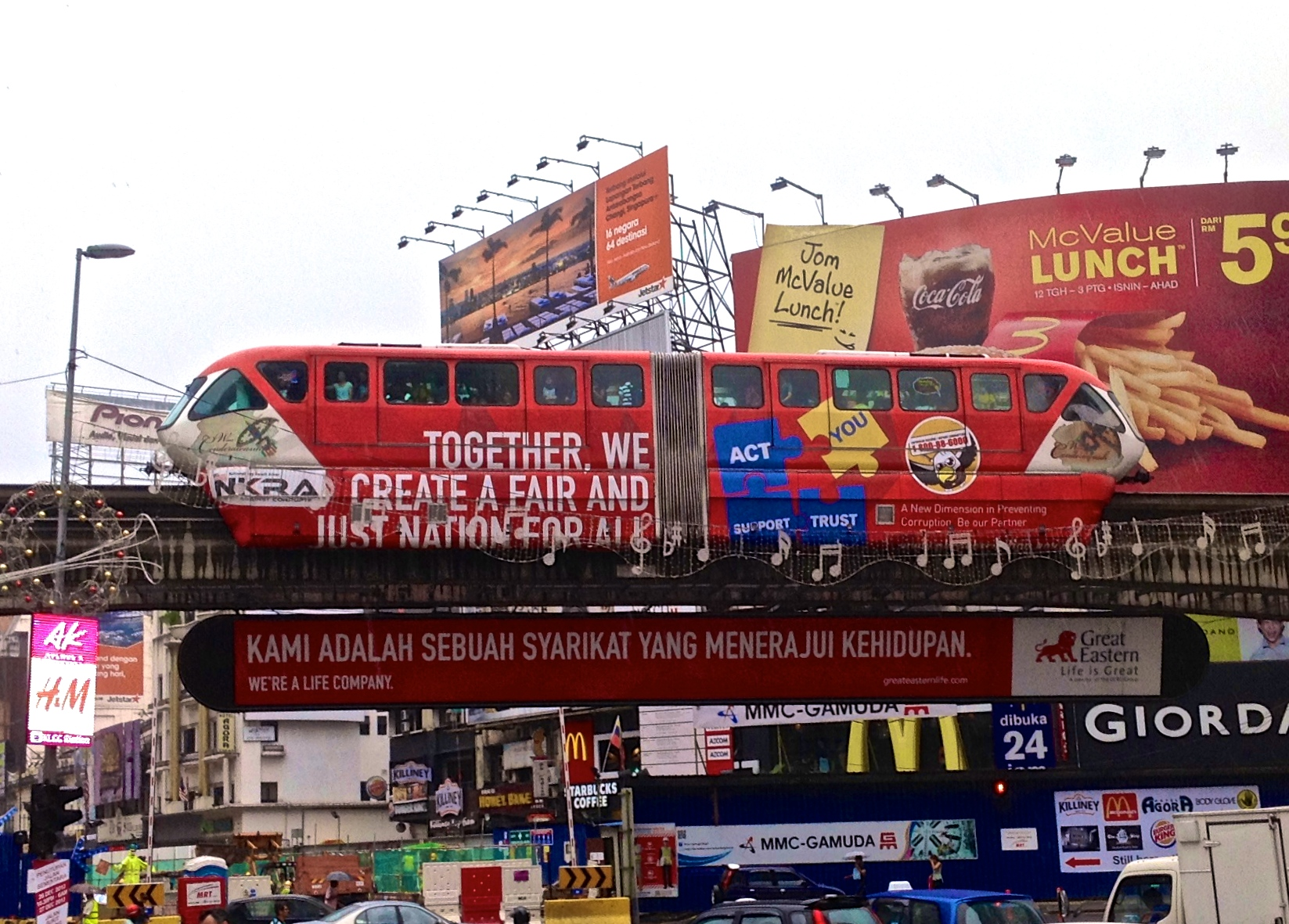
Monorail KL a Kuala Lumpur.

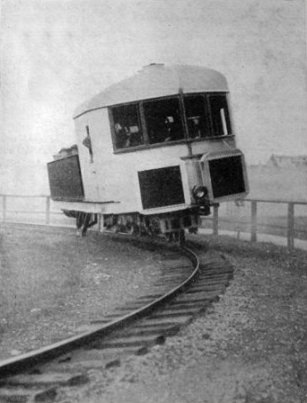
Monorail giroscòpic (1907) de Brennan i Scherl

Un monorail és un sistema de transport on els vagons estan suspesos o es desplacen sobre una estructura d'un sol rail per a transportar mercaderies o persones.

## Antecedents
Els esforços per crear ferrocarrils no convencionals van començar a finals del segle xix, amb l'objecte d'assolir major eficiència, major velocitat o menor cost. Es van dur a terme diversos intents per a crear un sistema en el qual una roda d'acer de doble brida operés sobre un únic rail semblant al convencional. El Wuppertaler Schwebebahn és l'únic monorail d'aquest tipus conservat. Els monoraïls han sofert i s'han beneficiat de la seva novetat i concepte de modernitat.
Quan The Walt Disney Company va instal·lar un monorail al seu parc temàtic Disneyland el 1959, va descobrir al seu gran nombre de visitants una forma de transport en un entorn creïble encara que petit. Al mateix temps, no obstant això, els monorails instal·lats a Disneyland i altres instal·lacions d'oci han fet que es tendeixi a identificar-los més amb l'entreteniment que com mitjà de transport pràctic. La premsa popular nord-americana de mitjans del segle xx presentava sovint al monorail com un «transport del futur», juntament amb imatges de «motxilles-coet» personals i viatges espacials de masses, creant interès però també confusió sobre si es tractava de modes passatgeres o idees factibles.

## Tipus i aspectes tècnics

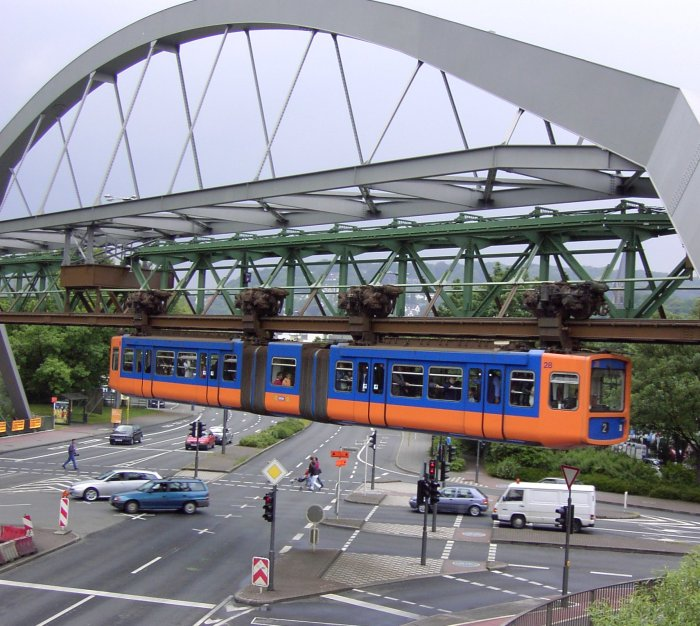
Schwebebahn Wuppertal, el primer monorail suspès del món

Els monorails moderns depenen d'una gran biga sòlida com superfície de trànsit dels vehicles. Hi ha diversos dissenys competidors dividits en dues classes generals: monorails sobre biga i suspesos.
El tipus més comú de monorail usat actualment és sobre biga,on el tren funciona sobre una biga de formigó armat de l'ordre de 0,5 a 1 m d'ample. Un vagó amb pneumàtics de cautxú es dona suport sobre la biga i els seus laterals per a assolir tracció i estabilitat. Aquest tipus de monorail va ser popularitzat per la companyia alemanya ALWEG.
Hi ha també un tipus de monorail suspès desenvolupat per la companyia francesa SAFEGE en el qual els vagons del tren estan suspesos sota el sistema de rodes. En aquest disseny les rodes es mouen dins de la biga.

### Propulsió
Gairebé tots els monorails moderns estan propulsats per motors elèctrics alimentats per tercers riels duals, cables de contacte o canals electrificats subjectes o tancats en les seves bigues de guia.

### Levitació magnètica

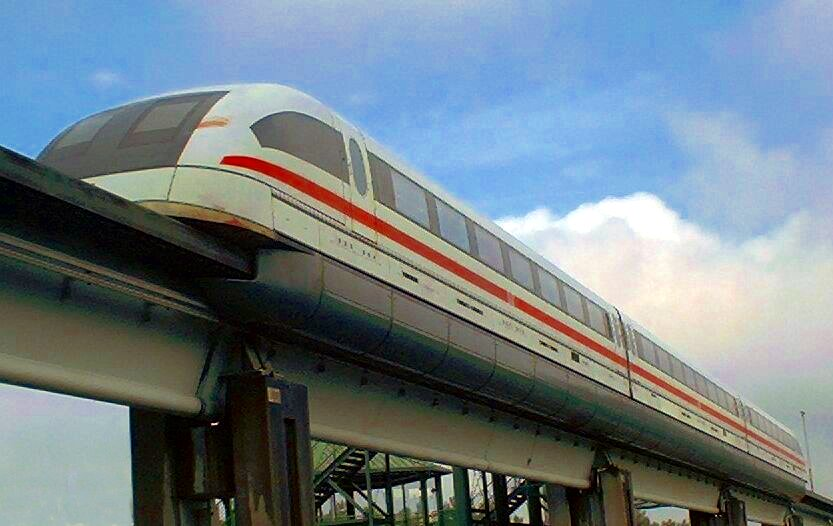
Maglev Transrapid

Els trens de levitació magnètica (maglevs), com el Transrapid alemany, van ser construïts com monorails sobre biga, degut al fet que aquest disseny proporciona una alta estabilitat i permet una desceleració ràpida des de velocitats elevades. Quan funcionen a tota velocitat, els trens de levitació magnètica suren sobre el rail, sense entrar en contacte físic amb ell. Aquests trens són els monorails més ràpids, superant els 500 km/h.

### Canvi d'agulles
El canvi d'agulles ha estat un problema perenne en els monorails degut al fet que els mecanismes de canvi d'agulles d'altres sistemes no són factibles. Alguns monorails primitius —notablement el Wuppertaler Schwebebahn, construït el 1901 i encara en servei— tenen un disseny que fa difícil canviar d'una via a una altra. D'altres monorails eviten els canvis d'agulles tant com poden, operant en un bucle continu o entre dues estacions fixes en un sentit i altre. Els monorails actualment en funcionament són capaços de fer canvis més eficientment que en el passat.
En el cas dels monorails suspesos, el canvi es pot realitzar movent pestanyes dintre de la biga per a canviar els trens d'una via a una altra. Els monorails sobre biga requereixen que la mateixa estructura de la biga es mogui per a assolir el canvi d'agulles. No obstant això, actualment la forma més comuna d'assolir això és situar un aparell en moviment sobre una plataforma robusta capaç de suportar el pes dels vehicles, les bigues i el seu propi mecanisme. Les bigues de múltiples segments es mouen sobre corrons per a alinear suaument unes sobre unes altres i enviar el tren en l'adreça desitjada. Alguns d'aquests girs de bigues són bastant elaborats, capaços de commutar entre diverses bigues o fins i tot simular un doble encreuament de vies de ferrocarril. En els casos on ha de ser possible moure un tren monorail d'una via a qualsevol altra de diverses, com en cotxeres o tallers, pot emprar-se una biga mòbil no molt diferent d'una taula de transferència de ferrocarril.
Una sola biga s'alinea en una via d'entrada perquè els cotxes pugin sobre ella. La biga completa roda llavors amb el vehicle sobre ella per a alinear-lo amb la via desitjada.